# Ross Robinson
Ross Robinson, filho de Byron Katie, é um produtor musical americano de multi-platina, que descobriu bandas de sucesso, como Korn, At the Drive-In, Glassjaw, Repeater, Slipknot e Limp Bizkit. Robinson também trabalhou com o Machine Head, Vanilla Ice, The Cure, Sepultura, e muitos outros. Ele é reconhecido como "o padrinho do new metal", bem como suas contribuições para o gênero post-hardcore com álbuns de At the Drive-In, Glassjaw, e Repeater.

## Biografia
Robinson começou como guitarrista das bandas de thrash metal Detent e Murdercar (tocando com o futuro baterista do Machine Head Dave McClain) e aprimorou o conhecimento de produzir a partir dos estúdios de onde sua banda gravou demos. Robinson recebeu a sua primeira produção para o trabalho em 1991 com o álbum Concrete do Fear Factory.
Robinson tem sido referido como "O Padrinho do Nu Metal". Ele também foi o co-percussionisa na canção "Ratamahatta" no álbum Roots do Sepultura.
Robinson também foi bem sucedido no gênero post-hardcore, produzindo o álbum final do At the Drive-In Relationship of Command em 2000, bem como álbuns do Glassjaw, o Everything You Ever Wanted to Know About Silence (2000) e Worship and Tribute (2002). Robinson também trabalhou com bandas como The Cure em seu álbum homônimo (2004) e From First to Last em seu álbum Heroine (2006).
Em 2003 ele produziu Burn, Piano Island, Burn' da banda The Blood Brothers que era uma partida para a banda e Robinson.
Robinson era o proprietário do IAM: label Wolfpack. Em 2007, foi anunciado que Ross estava começando um novo rótulo IAM: Wolfpack que lançou o CD de estreia do Black Light Burns, intitulado Cruel Melody. Ele é o co-proprietário da boate NY A Plumm, juntamente com David Wells, Jesse Bradford, Ashman Noel, entre outros.
A partir de 2008, Ross decidiu produzir novos talentos que descobriu via Myspace.
Ele trabalhou com a banda eslovena Siddharta no projeto Saga.
Em 2010, Robinson produziu o nono álbum do Korn, após 14 anos. Korn queria recapturar a energia crua dos dois primeiros álbuns que Robinson havia produzido.

## Bandas
- Recognize no Authority - Détente (1986) (como guitarrista)

## Álbuns produzidos
- Concrete - Fear Factory (1991/2002)
- The Crimson Idol - W.A.S.P. (1992) (engenheiro)
- Korn - Korn (1994)
- Adrenaline - Deftones (1995) Produção da faixa "Fist"
- Injected - Phunk Junkeez (1995)
- All Is Not Well - Manhole (1996)
- Roots - Sepultura (1996)
- Life Is Peachy - Korn (1996)
- Three Dollar Bill, Yall$ - Limp Bizkit (1997)
- Soulfly - Soulfly (1998)
- E-Lux - Human Waste Project (1998)
- Cold - Cold (1998)
- Hard To Swallow - Vanilla Ice (1998)
- The Burning Red - Machine Head (1999)
- Slipknot - Slipknot (1999)
- Amen - Amen (1999)
- Everything You Ever Wanted to Know About Silence - Glassjaw (2000)
- Relationship of Command - At the Drive-In (2000)
- We Have Come For Your Parents - Amen (2000)
- Strait Up - Snott w/ various artists (2000) Produção da faixa "Absent"
- Iowa - Slipknot (2001)
- Start with a Strong and Persistent Desire - Vex Red (2002)
- Worship and Tribute - Glassjaw (2002)
- ...Burn, Piano Island, Burn - The Blood Brothers (2002)
- Join or Die - Amen (2003)  (nunca lançado)
- The Cure - The Cure (2004)
- Team Sleep - Team Sleep (2005) Produção das faixas "Blvrd. Nights" e "Live from the Stage"
- The Unquestionable Truth (Part 1) - Limp Bizkit (2005)
- Heroine - From First to Last (2006)
- Redeemer - Norma Jean (2006)
- por anunciar - The Faint (2007)
- Theme from the Pit - Idiot Pilot (2007)
- por anunciar - Drop Dead, Gorgeous (2007)
- : Remember Who You Are - Korn (2010)
- The Mediator Between Head and Hands Must Be the Heart - Sepultura (2013)